# Elkalyce caerulescens
Elkalyce caerulescens är en fjärilsart som beskrevs av Tutt 1909. Elkalyce caerulescens ingår i släktet Elkalyce och familjen juvelvingar. Inga underarter finns listade i Catalogue of Life.